# Marino Zorzi
Marino Zorzi, född 1231, död 1312, var en venetiansk doge. Han var regerande doge av Venedig 1311-1312. 